# Padogobius bonelli
Padogobius bonelli és una espècie de peix de la família dels gòbids i de l'ordre dels perciformes.

## Morfologia
- Els mascles poden assolir 8,6 cm de longitud total i les femelles 7,5.
- Nombre de vèrtebres: 28-29.[5][6]

## Reproducció
Té lloc entre el maig i el juliol.

## Alimentació
Menja invertebrats bentònics.

## Hàbitat
És un peix d'aigua dolça, de clima temperat (10 °C-18 °C) i demersal.

## Distribució geogràfica
Es troba a Europa: Croàcia, el nord d'Itàlia, el sud d'Eslovènia i el sud de Suïssa.

## Estat de conservació
Els seus principals problemes són l'extracció d'aigua i la contaminació.

## Observacions
És inofensiu per als humans i considerat una plaga fora de la seua àrea de distribució natural, ja que, entre altres raons, és la principal amenaça per a la supervivència de Padogobius nigricans.